# 1459 Magnya
1459 Magnya је астероид главног астероидног појаса. Приближан пречник астероида је 29,90 ,
а средња удаљеност астероида од Сунца износи 3,143 астрономских јединица (АЈ).
Инклинација (нагиб) орбите у односу на раван еклиптике је 16,941 степени, а орбитални период износи 2035,865 дана (5,573 година). Ексцентрицитет орбите астероида износи 0,235.
Апсолутна магнитуда астероида износи 9,90 а геометријски албедо 0,216.
Астероид је откривен 4. новембра 1937. године.